# Station Settequerce-Siebeneich
Station Settequerce-Siebeneich is een spoorwegstation aan de Burggrafenspoorlijn bij Siebeneich in de gemeente Terlan (Italië-Zuid-Tirol).
De stationsnaam wordt volgens de regels van Trenitalia in het Italiaans aangegeven, gevolgd door het Duits als lokale taal.